# Swimming Upstream
Swimming Upstream, conocida en Hispanoamérica como A Contracorriente, es una película australiana del año 2003, dirigida por Russell Mulcahy. 
El filme muestra la vida de Tony Fingleton (Spencer), desde su niñez hasta su adultez, quien tiene que lidiar con una familia muy difícil. Está basado en la vida real de Anthony Fingleton, un nadador.

## Ficha artística

### Actores principales
- Jesse Spencer como Tony Fingleton.
- Geoffrey Rush como Harold Fingleton.
- Judy Davis como Dora Fingleton.
- Tim Draxl como John Fingleton.
- Deborah Kennedy como Billie.
- David Hoflin como Harold Fingleton Jr.
- Craig Horner como Ronald Fingleton.
- Brittany Byrnes como Diane Fingleton.
- Mitchell Dellevergin como el Tony de niño.
- Thomas Davidson como John de niño.
- Kain O'Keefe como Harold Jr. de niño
- Robert Quinn como Ronald de niño.
- Keeara Byrnes como Diane de niña.